# Petr Tošovský
Petr Tošovský (* 20. prosince 1946 Praha) je ekonom a bývalý producent, organizátor a ředitel divadla Laterna magika.
Absolvoval národohospodářskou fakultu VŠE. Od roku 1980 působil jako zástupce Josefa Svobody v divadle Laterna magika pro provozní, obchodní a ekonomickou oblast. Tato spolupráce pokračovala až do Svobodova úmrtí (2002). Od roku 1994 až do ukončení samostatné existence Laterny magiky (2009) byl jejím ředitelem. Během svého působení v divadle produkoval řadu nových inscenací a uskutečnil přes 50 zahraničních zájezdů.
V současné době pracuje jako ekonom Činohry Národního divadla.